# Edmund Wilson
Edmund Wilson (8. května 1895 – 12. června 1972) byl americký spisovatel, dramatik, básník, literární kritik a angažovaný intelektuál.